# لابوخ
لابوخ (به آلمانی: Labuch) یک منطقهٔ مسکونی در اتریش است که در وایتس واقع شده‌است. لابوخ ۷٫۲۵ کیلومتر مربع مساحت دارد ۴۰۰ متر بالاتر از سطح دریا واقع شده‌است.